# ゲラニオール
ゲラニオール (geraniol) はゼラニウムから発見された直鎖モノテルペノイドの一種。主にローズオイル、パルマローザ油、シトロネラ油に含まれる。また、ゼラニウムやレモン、いくつかの精油にも含まれている。無色または薄い黄色の液体で、水には溶けないが多くの有機溶媒には溶ける。バラに似た芳香を持ち、広く香水に使われている。また、モモ、ラズベリー、グレープフルーツ、リンゴ、プラム、ライム、オレンジ、レモン、スイカ、パイナップル、ブルーベリーのような芳香としても用いられる。

## 用途
研究によって、防蚊剤の効果があることが示されている。また、ミツバチはニオイ腺で合成したゲラニオールを使って蜜を持っている花とミツバチの巣の入口を標識する。

## 生化学
ゲラニオールが置換基となったときはゲラニル基と呼ばれ、他のテルペンの生合成にとって重要である。

## 反応
酸性溶液中ではゲラニオールは環化してα-テルピネオールとなる。